# Pavao IV. Carigradski
Pavao IV. Carigradski (grčki Παύλος) bio je patrijarh Konstantinopola 780. – 784. Poznat je i kao Pavao Novi ili sveti Pavao. Bio je poznati ikonoklast te je htio održati koncil na kojem bi se raspravljalo o kultu ikona. Poslije se povukao u manastir zbog bolesti i starosti te ga je naslijedio Tarasije.
Spomendan Pavla IV. je 30. kolovoza.
| prethodnik Niketa I. Carigradski | Patrijarh Konstantinopola 780. – 784. | nasljednik Tarasije |